# کوماناو
کوماناو (انگلیسی: Compagnie Marocaine de Navigation) شرکت ترابری مراکشی است، که در سال ۱۹۴۶ تأسیس شد.